# Peter Blake (malarz)
Peter Thomas Blake CBE (ur. 25 czerwca 1932 w Dartford) – angielski malarz pop-artu; znany m.in. z projektu okładki do ósmego albumu studyjnego The Beatles, zatytułowanego Sgt. Pepper’s Lonely Hearts Club Band (1967).

## Życiorys
W 1956 otrzymał nagrodę fundacji Loverhulme. W 1962 zorganizował pierwszą indywidualną wystawę w Londynie. Jego twórczość opierała się na zestawach kolaży i przedmiotów połączonych z tradycyjnym malarstwem. W 1975 wraz z Grahamem Ovendenem założył Bractwo Ruralistów. Razem z innymi członkami Bractwa Davidem Inshawem i Grahamem Ovendenem projektował m.in. okładki do dzieł Williama Shakespeare’a. Został w 1983 odznaczony Orderem Imperium Brytyjskiego z okazji urodzin.  